# Otto Clorius
Otto Heinrich Simon Clorius (* 2. Juli 1869 in Parchim; † 3. April 1943 in Schwerin) war ein deutscher evangelisch-lutherischer Geistlicher und Autor.

## Leben
Otto Clorius war ein Sohn des Kaufmanns Theodor Clorius. Er besuchte das Gymnasium in Parchim und von 1887 bis 1890 das Gymnasium Fridericianum Schwerin. Nach anfänglichem Studium der Rechtswissenschaften an den Universitäten Rostock, Bonn, Berlin und wieder Rostock wechselte er zum Studium der Evangelischen Theologie. 1894/95 diente er als Einjährig-Freiwilliger beim Großherzoglich Mecklenburgischen Füsilier-Regiment „Kaiser Wilhelm“ Nr. 90 in Rostock. Nach seinem Examen predigte er als Kandidat in verschiedenen Gemeinden. 
1896 wanderte er in die Vereinigten Staaten aus, wo er in der plattdeutsch sprechenden Gemeinde Diller in Nebraska tätig war. Dafür wurde er von der Evangelical Lutheran Synod of Iowa and Other States in Dubuque (Iowa) zum Pastor ordiniert. 
1903 kehrte er nach Mecklenburg zurück und erhielt 1904 eine Pfarrstelle in Kotelow. Anfang 1908 wurde er zum Hauptpastor der Marienkirche in Neubrandenburg berufen. Hier entwickelte er eine umfangreiche öffentliche Wirksamkeit. Im Ersten Weltkrieg unterstützte er die Deutsche Vaterlandspartei.  Ab 1931 war er Mitglied des Wohlfahrtsausschusses der Stadt Neubrandenburg. 1937 ging er in den Ruhestand und zog zu seinem Sohn Carl Theodor Clorius nach Schwerin.
Seine Tochter Gertrude Clorius Schwebell (1901–1979) ging 1947 wieder in die USA und wurde in New York eine bekannte Übersetzerin deutscher Literatur.

## Werke
- Kriegspredigten. 4 Hefte, Neubrandenburg: Dörnbrack 1914
- Deutsche Kriegs-Psalmen. Die Kriegslieder unserer Zeit nach ihrer religiös-sittlichen Bedeutung gesichtet und geordnet. Leipzig: Xenien 1915 (Inhaltsverzeichnis)[6]

Digitalisat, Bibliothèque nationale et universitaire de Strasbourg
Digitalisat, Hathi Trust (University of Michigan)
- Fritz Reuters Frömmigkeit in seinen Dichtungen und in seinem Leben. 1924
- 700 Jahre Stadtgeschichte. Zur 700-Jahr-Feier der Stadt Parchim. 1926
- Fritz Reuter sin Frömmigkeit. Neubrandenburg: Moerke 1933